# Giovanni Nepomuceno
Giovanni (Jan) Nepomuceno, ovvero di Nepomuk (Nepomuk, prima del 1345 – Praga, 20 marzo 1393), è stato un presbitero ceco, canonico nella cattedrale di Praga e predicatore alla corte di re Venceslao, il quale lo fece uccidere per annegamento. Proclamato santo da papa Benedetto XIII nel 1729, è patrono della Boemia, dei confessori e di tutte le persone in pericolo di annegamento. La sua festa cade il 20 marzo.

## Biografia

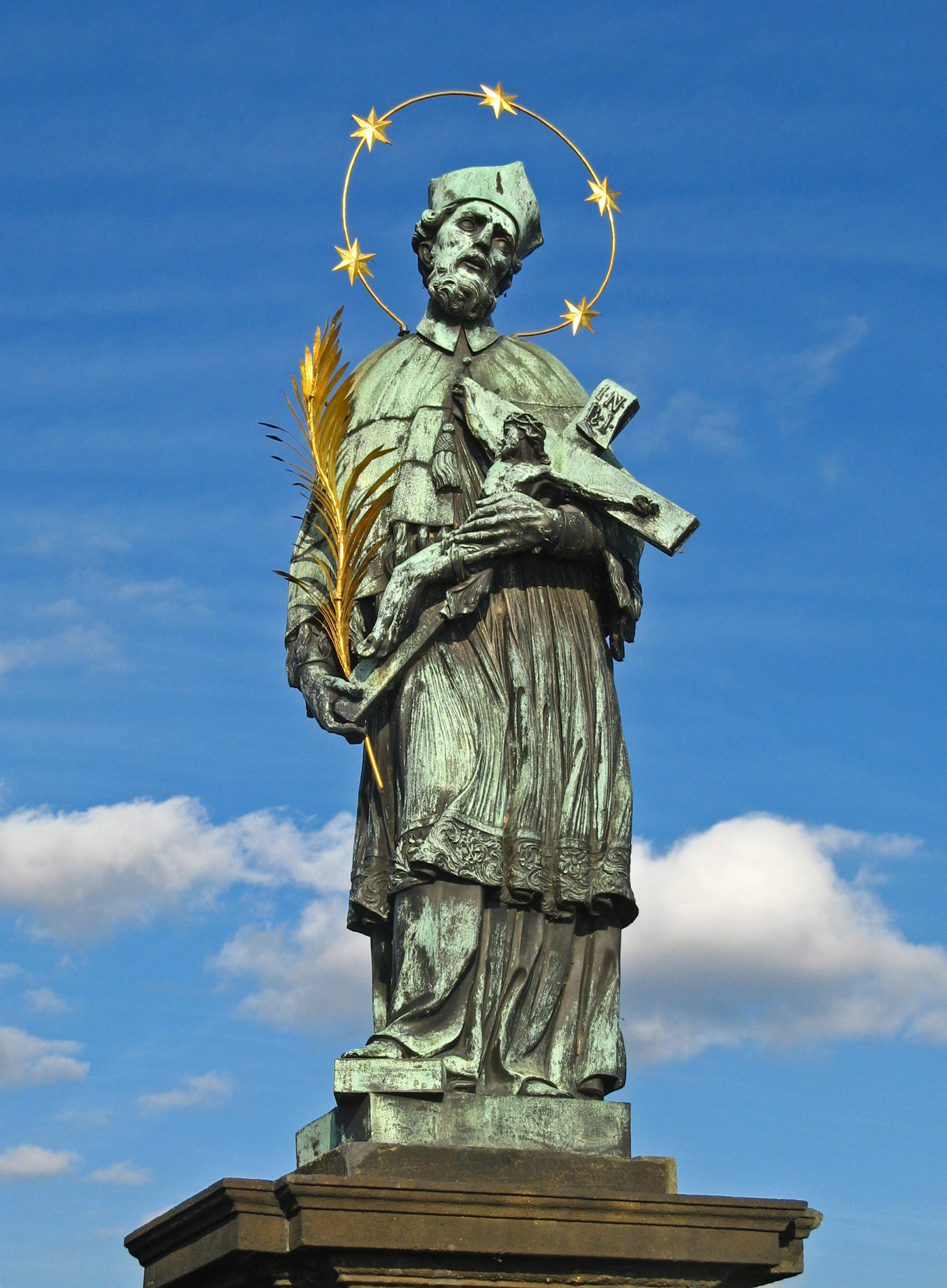
Statua sul Ponte Carlo a Praga

Documenti esistenti, registri ecclesiastici e cronache del tempo riferiscono in maniera chiara che nel 1393 un certo Giovanni di Nepomuk era vicario generale dell'arcidiocesi di Praga e che il 20 marzo dello stesso anno, su ordine di re Venceslao IV di Boemia, fu gettato nella Moldava e vi affogò.
Questo Giovanni era il figlio di Velflin (o Wölflin), un cittadino di Pomuk (Nepomuk è una piccola città a 30 km da Plzeň in Boemia; si formò nel XIV secolo incorporando il borgo di Pomuk, attestato da diversi secoli), e aveva studiato teologia e giurisprudenza all'Università di Praga. 
Nel 1373 prese gli ordini e divenne notaio pubblico nella cancelleria episcopale, nel 1374 fu protonotario e poi segretario dell'arcivescovo Giovanni di Jenštejn. Continuò poi i suoi studi in giurisprudenza all'università di Padova, dove ottenne nel 1387 la laurea in diritto canonico. Egli fu inizialmente un canonico nella chiesa di Sant'Egidio a Praga e nel 1389 divenne parroco della chiesa di San Gallo e canonico della cattedrale di Vyšehrad.
Nel 1390 rinunciò alla parrocchia di San Gallo per divenire arcidiacono di Žatec, ed allo stesso tempo canonico della cattedrale di San Vito senza, però, ricevere alcuno dei benefici ecclesiastici, che competevano ai canonici della cattedrale.
Poco dopo l'arcivescovo di Praga lo volle come presidente del tribunale ecclesiastico e nel 1393 come suo vicario generale.
Venceslao IV, re di Boemia e imperatore del Sacro Romano Impero, desiderando fondare una diocesi nuova per uno dei suoi favoriti, ordinò che alla morte dell'abate Racek del monastero di Kladruby nessun nuovo abate fosse eletto e che la chiesa dell'abbazia fosse trasformata in una sede vescovile. Il vicario generale dell'arcivescovo si oppose energicamente a quest'ordine, che violava il diritto canonico.
Quando l'abate Racek morì nel 1393, i monaci di Kladruby immediatamente tennero un'elezione; la scelta cadde sul monaco Olenus e Giovanni, come vicario generale, confermò prontamente questa elezione, senza tenere conto dei desideri del monarca.

### La morte
Venceslao rispose ordinando l'imprigionamento del vicario-generale, del vicario della cattedrale, il prevosto Wenceslaus di Meißen, dell'assistente dell'arcivescovo e successivamente anche del decano dei canonici della cattedrale.
I quattro furono anche torturati il 4 marzo e tre di loro furono indotti a cedere alle richieste del re; Giovanni tuttavia resistette fino all'ultimo.
Gli fu fatto subire ogni tipo di tortura, inclusa la bruciatura dei fianchi con torce, ma neppure questo lo indusse all'obbedienza. Alla fine, il 20 marzo 1393, il re ordinò di metterlo in catene, condurlo attraverso la città  e gettarlo nel fiume Moldava. Il luogo della sua esecuzione, sul Ponte Carlo, è luogo di venerazione e viene ricordato da una lapide. Secondo la credenza popolare toccando la lapide con la mano sinistra si avrà fortuna per i successivi 10 anni.

### Altre notizie
Alcuni annali storici scritti 60-80 anni dopo la sua morte attribuiscono il martirio a cause molto diverse. Secondo questa tradizione Giovanni Nepomuceno sarebbe anche stato confessore della regina Giovanna di Baviera ed il re, avendo dei dubbi sulla fedeltà della stessa, gli aveva chiesto di rivelare quanto detto in confessione dalla regina. Giovanni non aveva accettato di violare il segreto delle confessioni e perciò venne fatto gettare nella Moldava, dove annegò. Il mattino seguente il corpo venne ritrovato sulle rive del fiume circondato da una strana luce; ciò sarebbe accaduto il 16 maggio 1383.

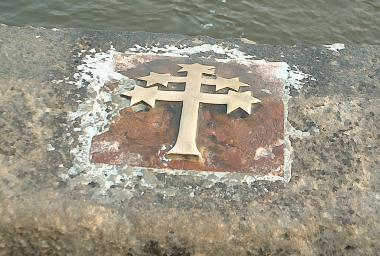
Lapide che ricorda il punto esatto del Ponte Carlo da dove il santo fu gettato nella Moldava

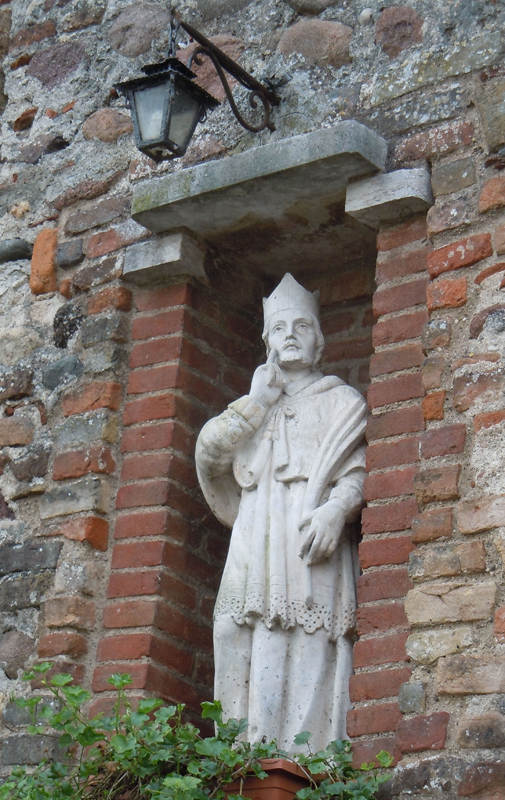
Statua a Borghetto (Valeggio sul Mincio)

### Problemi sull'identità
La controversia riguardo all'identità di Giovanni di Nepomuk cominciò nel XVI secolo e non era ancora risolta all'inizio del XX secolo.
Lo storico Venceslao Hajek di Libocany (1553) fu il primo a suggerire che siano esistiti due personaggi distinti con lo stesso nome, il predicatore di corte che venne ucciso nel 1383 per non aver rivelato le confessioni della regina e l'ausiliario vescovile di Praga, che venne fatto uccidere nel 1393 per aver confermato l'elezione dell'Abate di Kladruby Alberto, in contrasto con il volere del monarca. Questa ipotesi ha indotto alcuni studiosi a ritenere che si tratti di una figura leggendaria.
In tempi successivi gli storici hanno ritenuto più probabile l'esistenza di un unico personaggio storico, il vicario-generale assassinato nel 1393 e che la controversia sia nata per un errore del decano della cattedrale di San Vito, Giovanni di Krumlov, che nel 1483 trascrisse per errore il 1383 come data della morte del santo.

## I documenti storici contemporanei

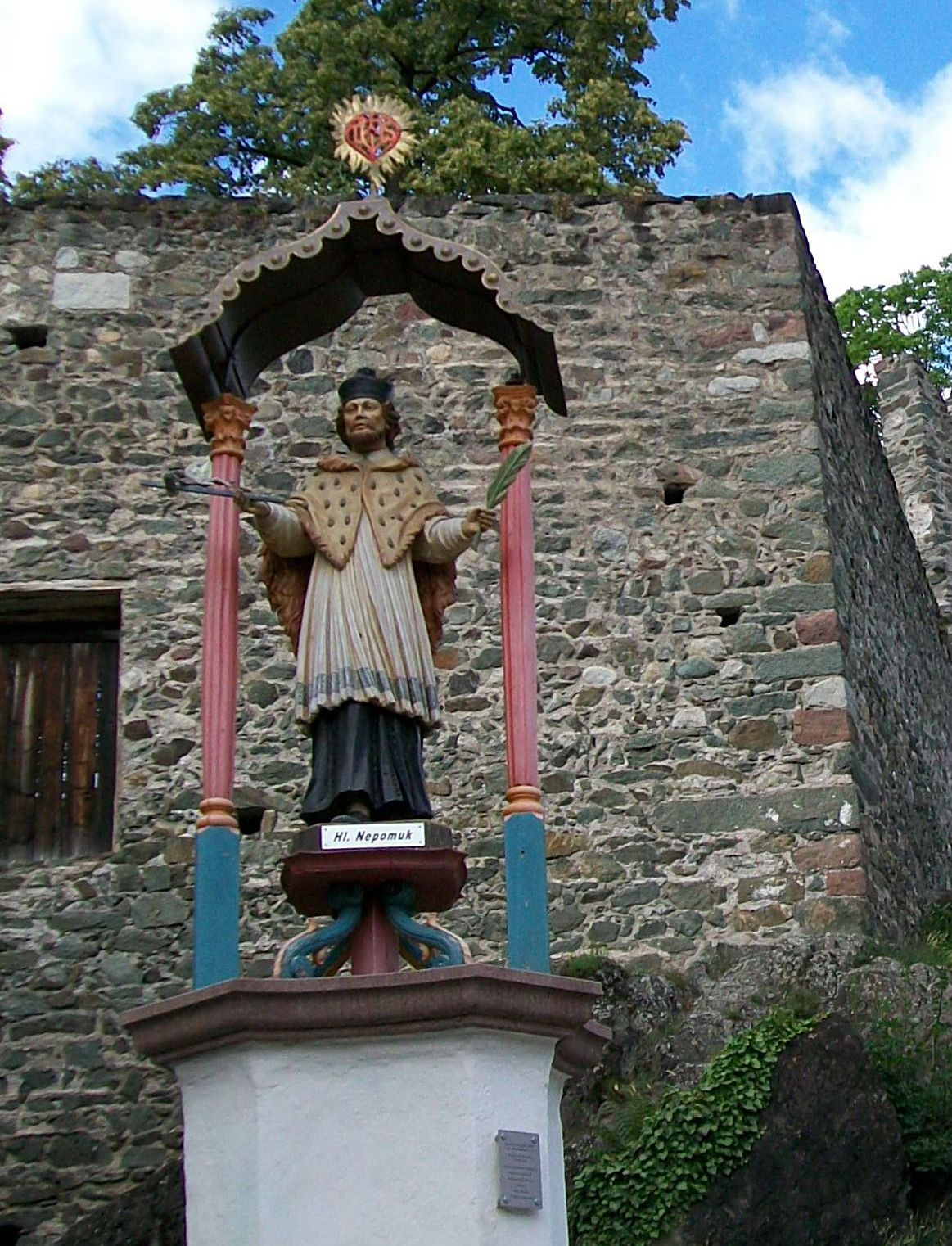
Statua di San Giovanni Nepomuceno a Gudon

Sono stati rinvenuti quattro documenti contemporanei che concernono questi fatti. 
- Il documento di accusa contro il re, presentato a papa Bonifacio IX il 23 aprile 1393 dall'arcivescovo Giovanni di Jenštejn che andò a Roma con il nuovo abate di Kladruby[3].
- Pochi anni più tardi l'abate Ludolf di Sagan lo elenca sia nel catalogo degli Abati di Żagań (Sagan)[4] completato nel 1398, che nel trattato De longævo schismate, lib. VII, c. xix[5].
- Un quarto riscontro documentario è fornito dal Chronik des Deutschordens, una cronaca dei Cavalieri dell'Ordine Teutonico che fu compilata da Giovanni di Posilge, che morì nel 1405[6].

L'arcivescovo Giovanni di Jenštejn, nella sua accusa summenzionata (all'art. 26), chiama Giovanni di Nepomuk, "santo martire"; nella biografia di Jenštejn, scritta dal suo cappellano, Giovanni di Nepomuk è descritto come gloriosum Christi martyrem miraculisque coruscum.
È chiaro che i suoi contemporanei già avevano cominciato a onorare come martire e santo il vicario generale messo a morte dal monarca per aver difeso la legge e l'autonomia della Chiesa cattolica. Ciò, inoltre, rende verosimile il fatto che il corpo di Giovanni Nepomuceno sia stato recuperato sulle rive della Moldava e seppellito nella cattedrale di Praga, dove infatti, com'è provato da documenti più tardivi, veniva venerato.
Nella sua Chronica regum Romanorum, completata nel 1459, Tommaso Ebendorfer (m. 1464) riferisce che il re Venceslao aveva affogato nella Moldava il sacerdote confessore di sua moglie, indicato come Magister Jan, perché aveva affermato che «...solamente colui che governa bene è degno del nome di Re» e si era rifiutato di violare il segreto della confessione. Questa è la prima fonte che indica come motivo della condanna a morte il rifiuto della violazione del segreto confessionale. 
Il cronista che parla di un solo Giovanni, affogato su ordine del re Venceslao, evidentemente si riferisce al Giovanni di Pomuk messo a morte nel 1393. 
Nelle altre cronache scritte nella seconda metà del XV secolo troviamo regolarmente, come motivo dell'esecuzione di Giovanni, l'aver rifiutato di riferire al re quello che la regina aveva detto in confessione.
Il testo Istruzioni per il Re di Paolo Žídek (sc. Giorgio di Podebrady), completato nel 1471, contiene ancora maggiori dettagli. Vi si afferma che il re Venceslao sospettava di sua moglie, che era solita confessarsi da Magister Jan, e aveva fatto appello a quest'ultimo per ottenere il nome del suo amante. Il re ordinò che Giovanni fosse affogato per il suo rifiuto di parlare.

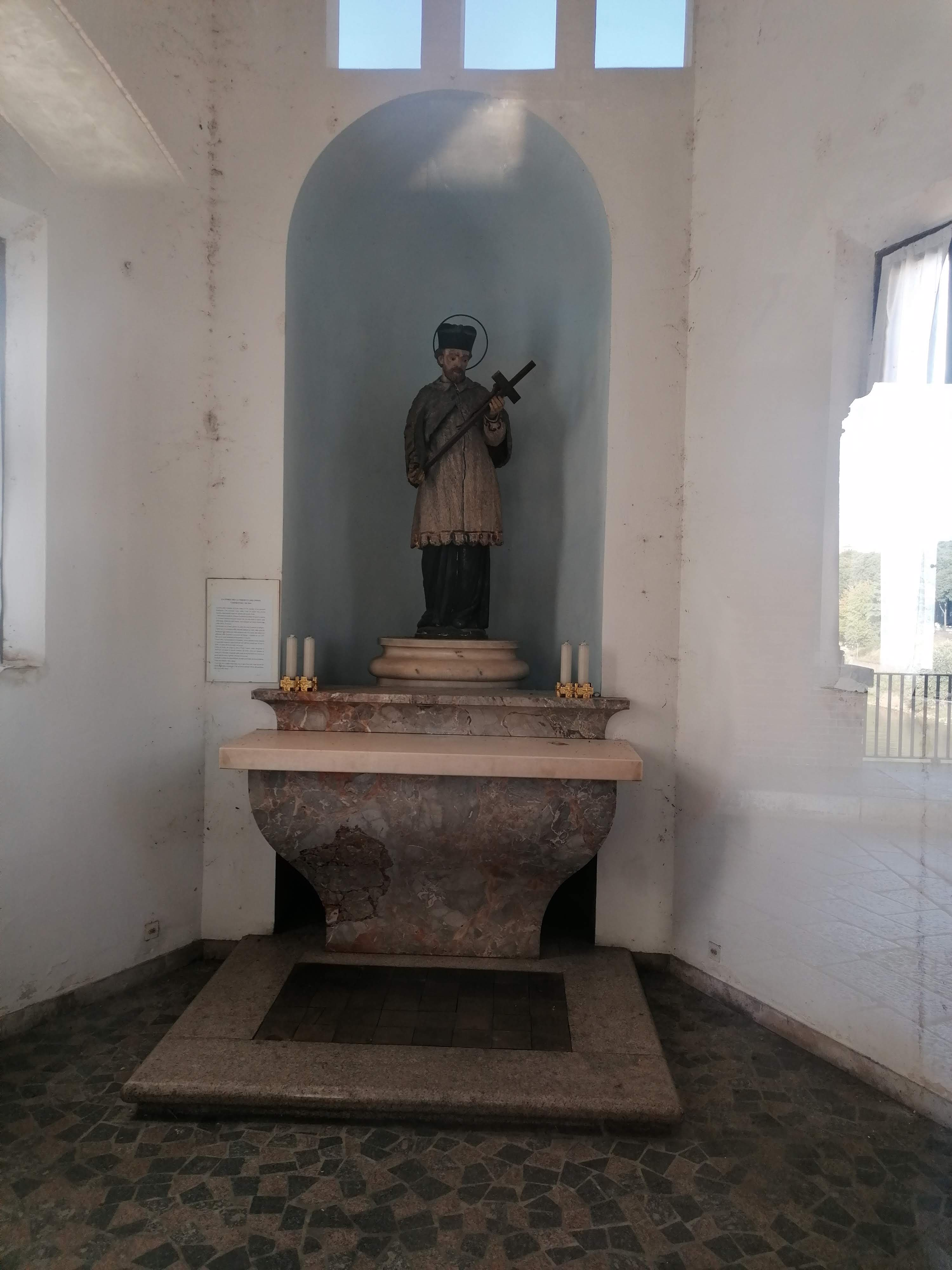
Statua lignea settecentesca di San Giovanni Nepomuceno all'interno della cappella del ponte coperto di Pavia

In queste antiche cronache non viene indicato il nome della regina o alcuna data dell'avvenimento. Nel 1483 il decano della cattedrale di San Vito, Giovanni di Krumlov, indica come data della morte del santo il 1383, anno in cui era ancora in vita la prima moglie di Venceslao, Giovanna (che morì nel 1389). Potrebbe trattarsi di un errore di trascrizione.
Nel suo Annales Bohemorum lo storico boemo V. Hájek di Libočany (morto nel 1553), è il primo a parlare di due Jan di Nepomuk, che furono messi a morte per ordine del re Venceslao: uno, il confessore della regina martirizzato per essersi rifiutato di violare il segreto confessionale, fu gettato nella Moldava nel 1383; l'altro, ausiliare vescovile di Praga, venne affogato nel 1393 perché aver confermato l'elezione del monaco Albert come Abate di Kladruby.
Gli storici del XVI e XVII secolo danno dettagli più leggendari del martirio universalmente accettato di Giovanni perché si rifiutò di violare il segreto confessionale. Bohuslav Balbín, S.J., nel suo Vita b. Joannis Nepomuceni martyris fornisce il resoconto più completo. Vi si riferisce con molti dettagli come il 16 maggio 1383 (questa data già era stata riportata in cronache più antiche) Giovanni di Nepomuk, poiché si rifiutò di rivelare al re le confessioni della Regina Giovanna, fu gettato nella Moldava per ordine del sovrano ed affogò.

## La venerazione

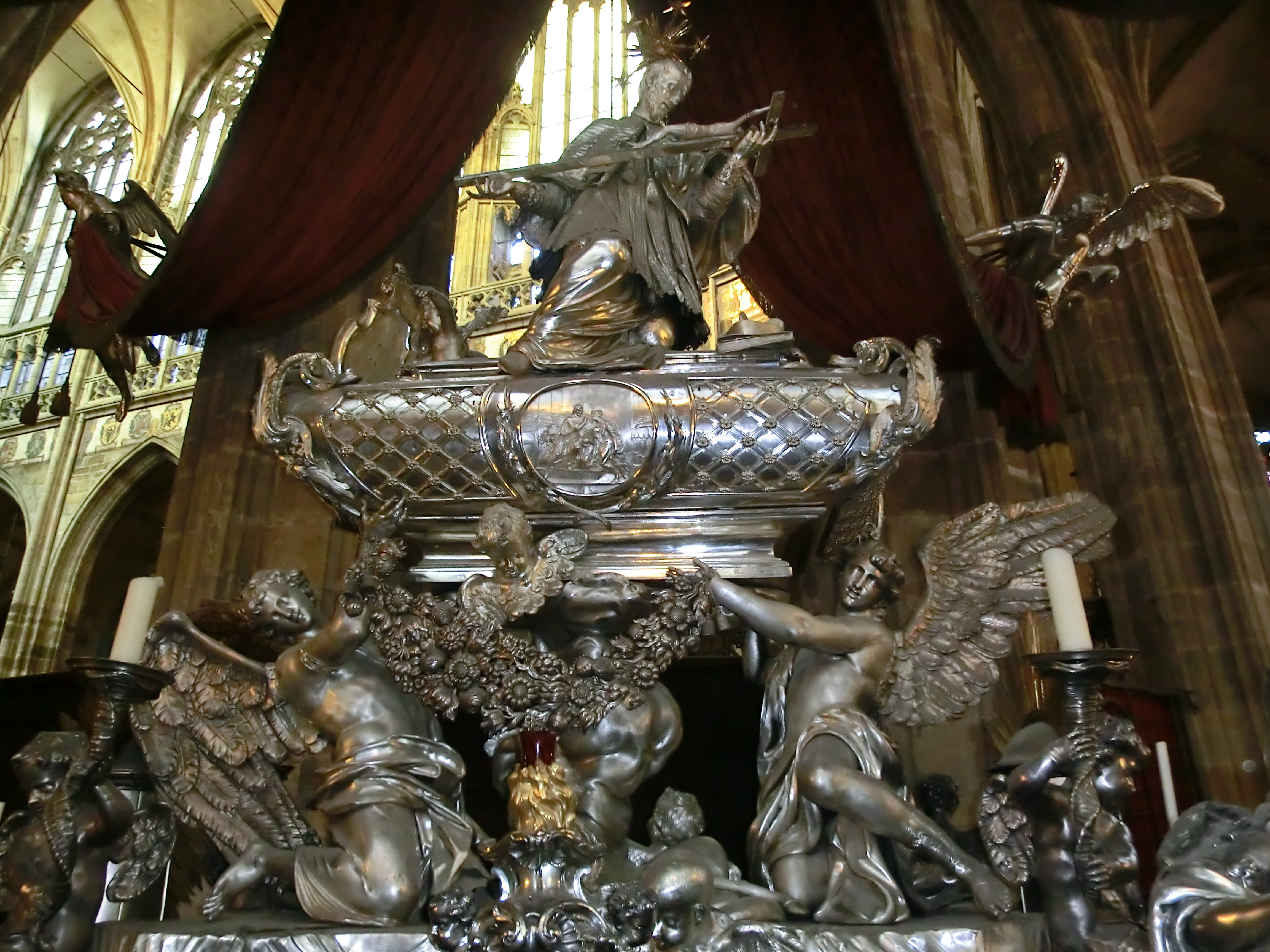
Tomba di Giovanni Nepomuceno a Praga nella cattedrale di San Vito

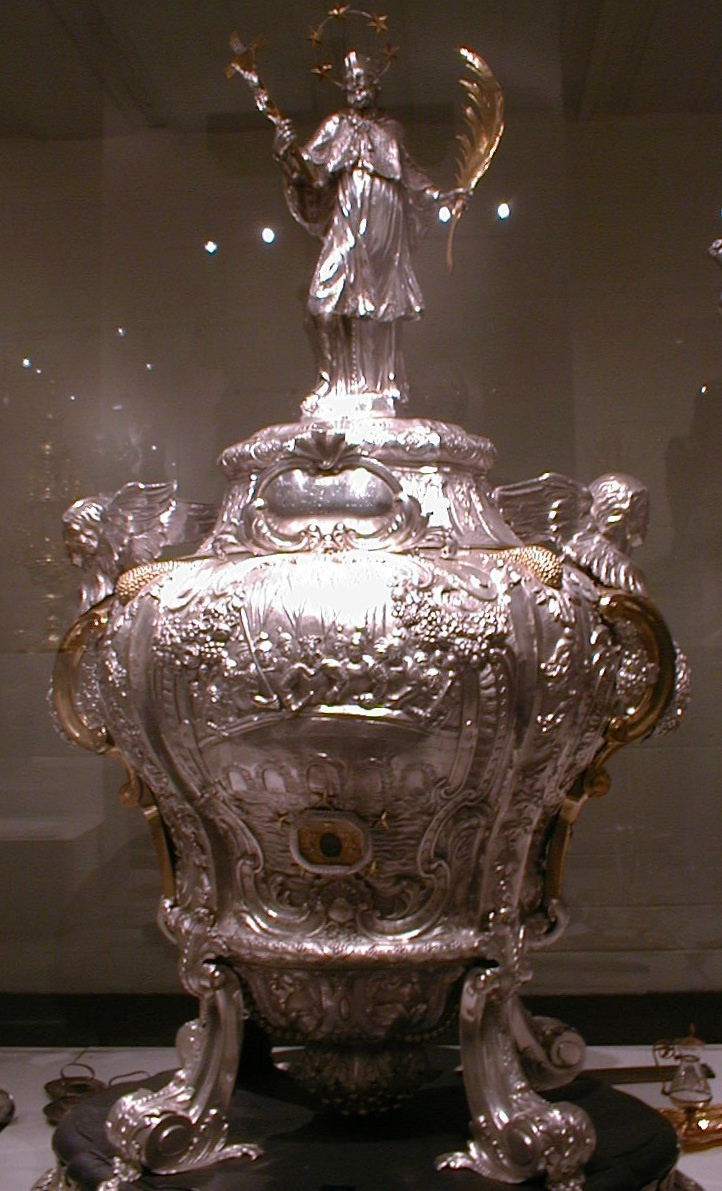
Reliquiario di San Giovanni Nepomuceno a Sint-Niklaas (Fiandre), XVIII secolo

La venerazione di questo martire rimase nella tradizione della sola chiesa boema per molti secoli. Il capitolo di Praga avviò le pratiche per la canonizzazione di Giovanni Nepomuceno solo nel 1675, insistendo ripetutamente negli anni successivi. Negli anni 1715-20 le prove furono raggruppate e la causa esaminata. Quando nel 1719 la sua tomba nella cattedrale di Praga fu aperta, fu dichiarato che la sua lingua era stata trovata incorrotta, per quanto raggrinzita.
Nel 1721 ebbe luogo la beatificazione di Giovanni Nepomuceno e nel 1729 la sua canonizzazione. Gli atti della canonizzazione sono basati sulla tradizione che il santo morì il 16 maggio del 1383, ucciso per il suo rifiuto di rivelare quanto detto in confessione dalla regina.
Nel 1777 l'eremita agostiniano Athanasius a Sancto Josepho cercò di provare, basandosi sull'accusa dell'arcivescovo Jenzenstein scritta nel 1393, ma riscoperta solo nel 1752, che il Santo non era altri che quel Giovanni di Pomuk messo a morte da Venceslao nel 1393. Nacque una polemica, che è durata fino ai nostri giorni. A causa dei dubbi sulla storicità di Giovanni di Nepomuk, tra il 1919 e il 1920 molti monumenti a lui dedicati in Boemia furono distrutti.
Nel 1973 ricerche antropologiche sui resti di Giovanni confermarono la loro compatibilità cronologica con il periodo storico a cui erano attribuiti. Successivamente a queste ricerche, il culto riprese vigore. L'anno 1993, a sei secoli dalla morte, fu dichiarato "anno di san Giovanni Nepomuceno" dall'arcivescovo di Praga cardinale Miloslav Vlk.

### Motivi per la diffusione del culto
Alcuni storici protestanti, fra cui Abel, asseriscono che la venerazione di Giovanni fu introdotta dai gesuiti per bandire il culto di Jan Hus dalla Boemia, ma la Compagnia di Gesù fu fondata secoli dopo che il santo era già venerato a Praga ed i gesuiti non possono quindi essere stati all'origine degli aspetti "leggendari" della storia del santo.
La diffusione del culto di Giovanni Nepomuceno durante la controriforma fu probabilmente promossa per sottolineare l'importanza del sacramento della penitenza e l'assoluta obbligatorietà del segreto confessionale, in polemica con alcune confessioni protestanti, che avevano abolito il sacramento. Di fatto però, il culto, almeno in Italia, sembra soprattutto legato al suo ruolo di protettore dalle alluvioni (cfr. statue sui ponti) e dalla morte per annegamento (cfr. il ruolo di santo protettore dei gondolieri di Venezia).

### Il culto in Europa
La venerazione di San Giovanni Nepomuceno è diffusa in vari paesi europei. Per questo motivo alcuni lo propongono come uno dei santi protettori del continente europeo.

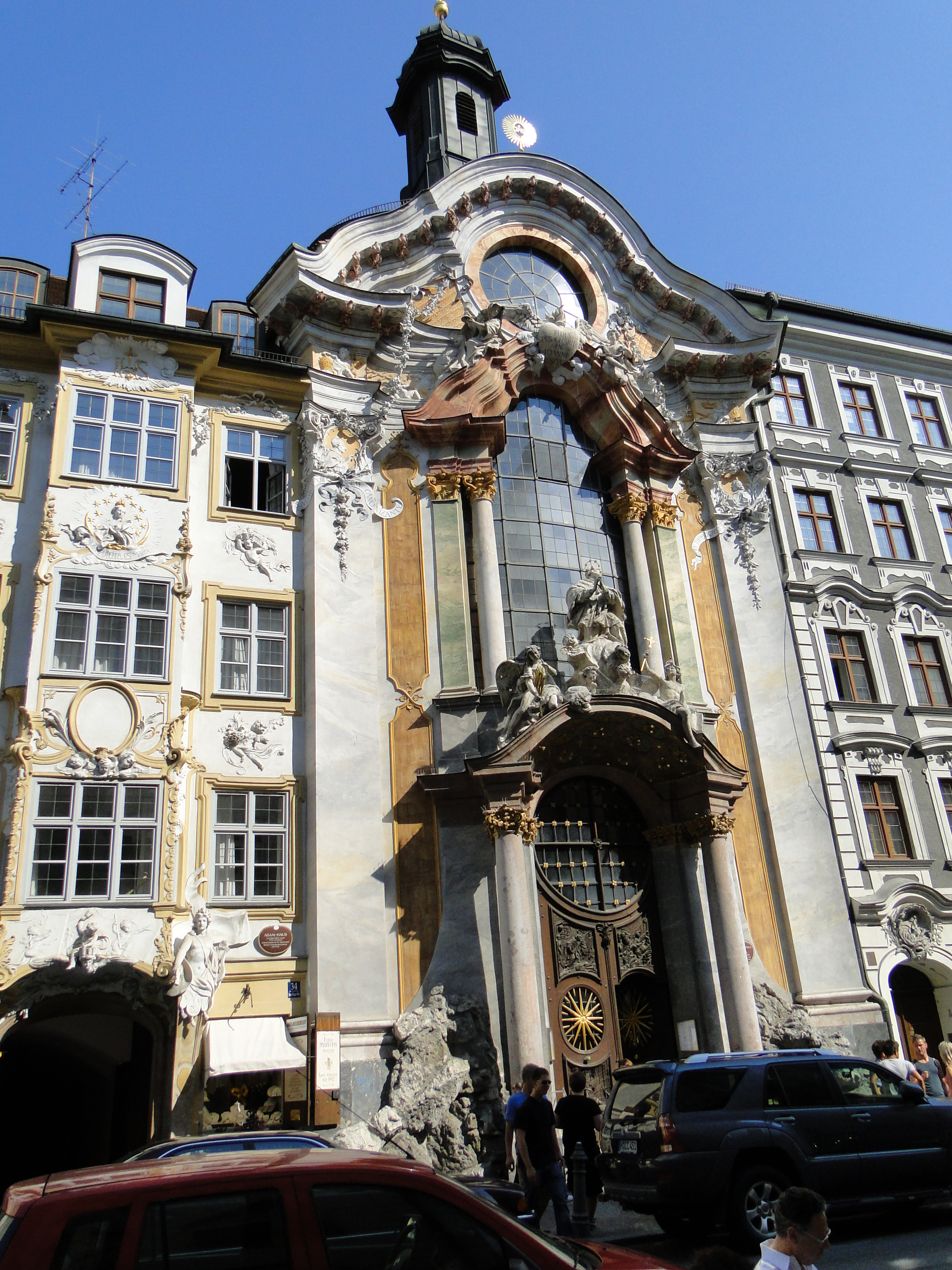
Facciata della chiesa dedicata a San Giovanni Nepomuceno in Monaco di Baviera, detta Asamkirche.

Molte opere d'arte sono state a lui dedicate, prima tra tutte la grandiosa tomba argentea eretta in suo onore a Praga all'interno della gotica cattedrale di San Vito e, sempre a Praga, la statua presente sul Ponte Carlo dove molti devoti accarezzano il basamento con la scena del martirio come portafortuna (i praghesi più anziani ricordano come fino a qualche decennio fa era abitudine levarsi il cappello a cospetto del santo dalle 5 stelle).
Degna di menzione è anche la chiesa nel cuore di Monaco di Baviera a lui dedicata, vero capolavoro dell'arte rococò. Gli architetti Cosmas Damian e Egid Quirin Asam (1730-1750) hanno utilizzato l'arte dello stucco nelle sue più svariate possibilità, imitando non solo i duri materiali dell'architettura come preziosi marmi, pietre dure e metalli, ma anche impalpabili drappi di tessuto, riposti sulle balaustre panciute che dividono in due l'alzato dello stretto spazio interno.

## Iconografia
In arte, san Giovanni Nepomuceno è spesso rappresentato con l'abito dei canonici (veste talare, cotta, almuzia e berretta), la palma del martirio e, talvolta, il crocifisso; porta un'aureola con cinque stelle in ricordo di quelle che, secondo la leggenda, apparvero quando venne gettato nella Moldava; in genere è raffigurato con il dito sulle labbra, a ricordare il sigillo sacramentale, o è accompagnato da un angelo nel medesimo atteggiamento.
In alcuni dipinti è ritratto nell'atto di ascoltare la confessione della regina di Boemia.
Le sue immagini sono comunemente collocante nei pressi dei ponti o, nelle chiese, vicino ai confessionali.